# Elina Konstantopoulou
Maria-Elpida ”Elina” Konstantopoulou, född 11 november 1970 i Aten, är en grekisk popsångerska.
Konstantopoulou slog igenom 1993 då hon fick en hit med Otan to tilefono htipisei. Samma år släppte hon sitt debutalbum. Hon utsågs till Greklands representant i Eurovision Song Contest 1995. Hon framförde där bidraget Pia Prosefhi som kom på 12:e plats med 68 poäng. Samma år släppte hon sitt andra studioalbum Ti Zoi Mou Litrono. Hon deltog i den grekiska uttagningen till Eurovision Song Contest 2002. Hon framförde bidraget Beautiful life i en duett med Marion Georgiou, men de lyckades inte kvalificera sig till tävlingens andra omgång. Hon deltog dock i Eurovision Song Contest 2005 som körsångerska för Constantinos Christoforou och bidraget Ela ela (Come baby).

## Diskografi
- San Paramithi (1993)
- Ti Zoi Mou Litrono (1995)
- Akouse Me (1997)
- Enstikto (1998)
- Tha Allaxo Dedomena (1999)
- Aftos o Polemos (2001)
- Xekina (2010)
- Mia Anamnisi (2012)